# Фильмография Кейт Уинслет
Кейт Уинслет (род. 1975) — английская актриса театра, кино, телевидения и озвучивания; в единичных случаях также известна как продюсер и сценарист. Её карьера началась в 1991 году (девочке было 15 лет) и продолжается по настоящее время (октябрь 2024 года).
Актриса стала популярной и востребованной, по состоянию на октябрь 2024 года в её кинокопилке 71 роль (фильмы, сериалы, озвучивание).С 2021 года Уинслет также выступает продюсером, в 2022 году стала сценаристкой одного эпизода телесериала «Я существую».
По состоянию на октябрь 2024 года Уинслет имеет 112 кинематографических наград (в том числе один «Оскар») и 182 номинации (в том числе на шесть «Оскаров»).
Используемые в тексте сокращения:
- док. — документальный фильм
- х/ф — художественный фильм
- к/м — короткометражный фильм
- м/ф — мультипликационный фильм
- т/с — телесериал
- т/ф — телефильм

## Актриса на широком экране
- 1994 — Небесные создания / Heavenly Creatures — Джульет Хьюм
- 1995 — Первый рыцарь при дворе короля Артура / A Kid in King Arthur's Court — принцесса Сара
- 1995 — Разум и чувства / Sense and Sensibility — Марианна Дэшвуд
- 1996 — Джуд / Jude — Сью Брайдхед
- 1996 — Гамлет / Hamlet — Офелия
- 1997 — Титаник / Titanic — Роуз Дьюитт Бьюкейтер
- 1998 — Экспресс в Марракеш[англ.] / Hideous Kinky — Джулия
- 1999 — Священный дым / Holy Smoke! — Рут
- 2000 — Перо маркиза де Сада / Quills — Мадлен
- 2001 — Энигма / Enigma — Эстер Уоллес
- 2001 — Айрис / Iris — Айрис Мёрдок в молодости
- 2003 — Жизнь Дэвида Гейла / The Life of David Gale — Битси Блум
- 2003 — Погружение / Plunge — Клэр
- 2004 — Вечное сияние чистого разума / Eternal Sunshine of the Spotless Mind — Клементина Кручински
- 2004 — Волшебная страна / Finding Neverland — Сильвия Ллевелин Дэвис
- 2005 — Любовь и сигареты / Romance & Cigarettes — Тула
- 2006 — Как малые дети / Little Children — Сара Пирс
- 2006 — Вся королевская рать / All the King's Men — Энн Стэнтон
- 2006 — Отпуск по обмену / The Holiday — Айрис
- 2008 — Как потерять друзей и заставить всех тебя ненавидеть / How to Lose Friends & Alienate People — в роли самой себя (в титрах не указана)
- 2008 — Чтец / The Reader — Ханна Шмитц
- 2008 — Дорога перемен / Revolutionary Road — Эприл Уилер
- 2011 — Резня / Carnage — Нэнси Коуэн
- 2011 — Заражение / Contagion — доктор Эрин Мирс
- 2013 — Муви 43 / Movie 43 — Бет, бизнес-вумен (в сегменте «Загвоздка»)
- 2013 — День труда / Labor Day — Адель
- 2014 — Дивергент / Divergent — Джанин Мэттьюс
- 2014 — Версальский роман / A Little Chaos — Сабин де Барра
- 2015 — Дивергент, глава 2: Инсургент / The Divergent Series: Insurgent — Джанин Мэттьюс
- 2015 — Стив Джобс / Steve Jobs — Джоанна Хоффман, руководитель маркетингового отдела
- 2015 — Месть от кутюр / The Dressmaker — Тилли Даннедж
- 2016 — Три девятки / Triple 9 — Ирина Власлов
- 2016 — Призрачная красота / Collateral Beauty — Клэр Уилсон
- 2017 — Между нами горы / The Mountain Between Us — Алекс Мартин
- 2017 — Колесо чудес / Wonder Wheel — Джинни
- 2019 — Чёрный дрозд / Blackbird — Дженнифер
- 2020 — Аммонит / Ammonite — Мэри Эннинг
- 2022 — Аватар: Путь воды / Avatar: The Way of Water — Ронал, жена вождя
- 2023 — Великая / Lee — Ли Миллер

## Актриса телевидения
- 1991 — Чёрный сезон[англ.] / Dark Season — Рит (в 6 эпизодах)
- 1992 — Англосаксонские позы / Anglo Saxon Attitudes — Кэролайн Джевингтон (в эпизоде #1.3)
- 1992—1993 — Вернись[англ.] / Get Back — Элеонор Суит (в 15 эпизодах)
- 1993 — Катастрофа[англ.] / Casualty — Сьюзан (в эпизоде Family Matters)
- 1994 — Это девочка / It's a Girl — школьница • леди в приёмной (т/ф)
- 2005 — Массовка / Extras — в роли самой себя (в эпизоде Kate Winslet[англ.])
- 2011 — Милдред Пирс / Mildred Pierce — Милдред Пирс (в 5 эпизодах)
- 2021 — Мейр из Исттауна / Mare of Easttown — Мэриэнн (Мейр) Шиэн, сержант-детектив (в 7 эпизодах)
- 2022 — Я существую[англ.] / I Am… — Рут (в эпизоде I Am Ruth)
- 2024 — Режим / The Regime — Елена Вернэм, канцлер (в 6 эпизодах)

## Актриса озвучивания
- 1999 — Феи[англ.] / Faeries — Бриджет
- 2001 — Рождественская сказка / Christmas Carol — Белль
- 2002 — Военная игра[англ.] / War Game — мама • Энни
- 2004 — Львиная семейка / Pride — Зуки, львица (т/ф)
- 2006 — Смывайся! / Flushed Away — Рита Мэлоун
- 2013 — Матильда / Matilda — рассказчик за кадром («сразу-на-видео»)
- 2015 — The Divergent Series: Insurgent - Shatter Reality — Джанин Мэттьюс (компьютерная игра)
- 2016 — Цепочка из ромашек / Daisy Chain — Бри, лютик
- 2016, 2018 — Природа[англ.] / Nature — рассказчик за кадром (в 2 выпусках; телепередача)
- 2018 — Пуговицы / Buttons — рассказчик за кадром (х/ф)
- 2019 — Птичий дозор[англ.] / Birds of a Feather — Бланш[2]
- 2019 — Рождественское письмо / The Christmas Letter — рассказчик за кадром
- 2019—2020 — Долина Муми-троллей / Moominvalley / Muumilaakso[3] — миссис Филифьонка (в 6 эпизодах)
- 2020 — Баба-яга / Baba Yaga — Баба-яга
- 2020 — Чёрная Красавица / Black Beauty — Чёрная Красавица, лошадь

Дубляж
- 2007 — Девочка и лисёнок / Le Renard et l'Enfant — рассказчик за кадром
- 2017 — Мэри и ведьмин цветок / メアリと魔女の花 — мадам Мамблчук

## Актриса «сразу-на-видео»
- 2007 — Ярмарка тщеславия: убийцы убивают, мертвецы умирают / Vanity Fair: Killers Kill, Dead Men Die — полицейский под прикрытием[4]

## Продюсер
- 2021 — Мейр из Исттауна / Mare of Easttown — исполнительный продюсер (7 эпизодов)
- 2022 — Я существую[англ.] / I Am… — исполнительный продюсер (эпизод I Am Ruth)
- 2023 — Великая / Lee — продюсер (p.g.a)
- 2024 — Режим / The Regime — исполнительный продюсер (6 эпизодов)

## Сценарист
- 2022 — Я существую[англ.] / I Am… — story by (эпизод I Am Ruth)